# Premio Don Balón
Il premio Don Balón è stato un prestigioso premio individuale di calcio, assegnato ogni anno dal 1976 dalla rivista sportiva spagnola Don Balón ai migliori del campionato di calcio spagnolo fino alla chiusura della rivista, avvenuta nel 2011 a causa dei gravi problemi finanziari della testata ed all'arresto del suo editore, Rogerio Rengel.

## Regolamento
I premi venivano assegnati ogni estate, a seconda dei voti dati dai giornalisti, ai calciatori, allenatori ed arbitri lungo l'ultima stagione di calcio, che va da settembre a giugno.

## Albo d'oro
| Stagione  | Miglior calciatore spagnolo                 | Miglior calciatore straniero          | Giocatore rivelazione                               | Miglior allenatore                              | Miglior arbitro            |
| --------- | ------------------------------------------- | ------------------------------------- | --------------------------------------------------- | ----------------------------------------------- | -------------------------- |
| 1975-1976 | Miguel Ángel González (Real Madrid)         | Johan Neeskens (Barcellona)           | -                                                   | Miljan Miljanić (Real Madrid)                   | -                          |
| 1976-1977 | Juanito (Burgos CF)                         | Johan Cruyff (Barcellona)             | -                                                   | Luis Aragonés (Atlético de Madrid)              | -                          |
| 1977-1978 | Migueli (Barcellona)                        | Johan Cruyff (Barcellona)             | -                                                   | Luís Molowny (Real Madrid)                      | -                          |
| 1978-1979 | Quini (Sporting de Gijón)                   | Ulrich Stielike (Real Madrid)         | -                                                   | Luís Molowny (Real Madrid)                      | -                          |
| 1979-1980 | Rafael Gordillo (Real Betis)                | Ulrich Stielike (Real Madrid)         | -                                                   | Luís Molowny (Real Madrid)                      | -                          |
| 1980-1981 | Urruti (RCD Espanyol)                       | Ulrich Stielike (Real Madrid)         | -                                                   | Alberto Ormaetxea (Real Sociedad)               | -                          |
| 1981-1982 | Miguel Tendillo (Valencia CF)               | Ulrich Stielike (Real Madrid)         | -                                                   | Alberto Ormaetxea (Real Sociedad)               | -                          |
| 1982-1983 | Juan Señor (Real Zaragoza)                  | Juan Barbas (Real Zaragoza)           | -                                                   | Javier Clemente (Athletic Club)                 | -                          |
| 1983-1984 | Manuel Cervantes (Real Murcia)              | Juan Barbas (Real Zaragoza)           | -                                                   | Javier Clemente (Athletic Club)                 | -                          |
| 1984-1985 | Migueli (Barcellona)                        | Bernd Schuster (Barcellona)           | -                                                   | Terry Venables (Barcellona)                     | -                          |
| 1985-1986 | Míchel (Real Madrid)                        | Jorge Valdano (Real Madrid)           | Juan Carlos (Real Valladolid)                       | Luís Molowny (Real Madrid)                      | Emilio Carlos Guruceta     |
| 1986-1987 | Andoni Zubizarreta (Barcellona)             | Hugo Sánchez (Real Madrid)            | Ernesto Valverde (RCD Espanyol)                     | Javier Clemente (RCD Espanyol)                  | Emilio Carlos Guruceta     |
| 1987-1988 | Juan Antonio Larrañaga (Real Sociedad)      | Alemão (Atlético de Madrid)           | Sebastián Losada (RCD Espanyol)                     | Leo Beenhakker (Real Madrid)                    | Emilio Soriano Aladrén     |
| 1988-1989 | Fernando Gómez (Valencia CF)                | Oscar Ruggeri (CD Logroñés)           | Luis Milla (Barcellona)                             | John Toshack (Real Sociedad)                    | Victoriano Sánchez Arminio |
| 1989-1990 | Rafael Martín Vázquez (Real Madrid)         | Hugo Sánchez (Real Madrid)            | Pedro (CD Logroñés)                                 | John Toshack (Real Madrid)                      | Emilio Soriano Aladrén     |
| 1990-1991 | Jon Andoni Goikoetxea (Barcellona)          | Bernd Schuster (Atlético de Madrid)   | Luis Enrique Martínez (Sporting de Gijón)           | Johan Cruyff (Barcellona)                       | Ildefonso Urízar Azpitarte |
| 1991-1992 | Agustín Elduayen (Burgos CF)                | Michael Laudrup (Barcellona)          | Delfí Geli (Albacete Balompié)                      | Johan Cruyff (Barcellona)                       | Raúl García de Loza        |
| 1992-1993 | Fran González (Deportivo La Coruña)         | Miroslav Djukic (Deportivo La Coruña) | Julen Guerrero (Athletic Club)                      | Arsenio Iglesias (Deportivo La Coruña)          | Juan Andújar Oliver        |
| 1993-1994 | Julen Guerrero (Athletic Club)              | Romário (Barcellona)                  | Sergi Barjuán (Barcellona)                          | Víctor Fernández (Real Zaragoza)                | Antonio López Nieto        |
| 1994-1995 | José Amavisca (Real Madrid)                 | Iván Zamorano (Real Madrid)           | Raúl González Blanco (Real Madrid)                  | Arsenio Iglesias (Deportivo La Coruña)          | Arturo Daudén Ibáñez       |
| 1995-1996 | José Luis Caminero (Atlético de Madrid)     | Predrag Mijatović (Valencia CF)       | Iván de la Peña (Barcellona)                        | Radomir Antić (Atlético de Madrid)              | Antonio López Nieto        |
| 1996-1997 | Raúl González Blanco (Real Madrid)          | Ronaldo (Barcellona)                  | Víctor Manuel Fernández Gutiérrez (Real Valladolid) | Vicente Cantatore (Real Valladolid)             | Manuel Mejuto González     |
| 1997-1998 | Alfonso Pérez (Real Betis)                  | Rivaldo (Barcellona)                  | Albert Celades (Barcellona)                         | Javier Irureta (Celta de Vigo)                  | José María García Aranda   |
| 1998-1999 | Raúl González Blanco (Real Madrid)          | Luís Figo (Barcellona)                | Xavi Hernández (Barcellona)                         | Héctor Cúper (Real Mallorca)                    | Manuel Mejuto González     |
| 1999-2000 | Raúl González Blanco (Real Madrid)          | Luís Figo (Barcellona)                | Iker Casillas (Real Madrid)                         | Javier Irureta (Deportivo La Coruña)            | Antonio López Nieto        |
| 2000-2001 | Raúl González Blanco (Real Madrid)          | Luís Figo (Real Madrid)               | Carles Puyol (Barcellona)                           | Mané (Deportivo Alavés)                         | José María García Aranda   |
| 2001-2002 | Raúl González Blanco (Real Madrid)          | Zinédine Zidane (Real Madrid)         | Joaquín (Real Betis)                                | Rafael Benítez (Valencia CF)                    | Antonio López Nieto        |
| 2002-2003 | Xabi Alonso (Real Sociedad)                 | Nihat Kahveci (Real Sociedad)         | Thiago Motta (Barcellona)                           | Raynald Denoueix (Real Sociedad)                | Manuel Mejuto González     |
| 2003-2004 | Vicente Rodríguez (Valencia CF)             | Ronaldinho (Barcellona)               | Júlio Baptista (Siviglia)                           | Javier Irureta (Deportivo La Coruña)            | César Muñiz Fernández      |
| 2004-2005 | Xavi Hernández (Barcellona)                 | Juan Román Riquelme (Villarreal CF)   | Sergio Ramos (Siviglia)                             | Frank Rijkaard (Barcellona)                     | Alberto Undiano Mallenco   |
| 2005-2006 | David Villa (Valencia CF)                   | Ronaldinho (Barcellona)               | Raúl Albiol (Valencia CF)                           | Frank Rijkaard (Barcellona)                     | Manuel Mejuto González     |
| 2006-2007 | Santiago Cazorla (Recreativo Huelva)        | Lionel Messi (Barcellona)             | Alexis (Getafe CF)                                  | Juande Ramos (Siviglia)                         | Alberto Undiano Mallenco   |
| 2007-2008 | Marcos Senna (Villarreal CF)                | Sergio Agüero (Atlético de Madrid)    | Bojan Krkić (Barcellona)                            | Gregorio Manzano (Real Club Deportivo Mallorca) | Manuel Mejuto González     |
| 2008-2009 | Andrés Iniesta (Barcellona)                 | Lionel Messi (Barcellona)             | Gerard Piqué (Barcellona)                           | Josep Guardiola (Barcellona)                    | Miguel Ángel Pérez Lasa    |
| 2009-2010 | Borja Valero (Real Club Deportivo Mallorca) | Lionel Messi (Barcellona)             | Javi Martínez (Athletic Bilbao)                     | Josep Guardiola (Barcellona)                    | Javier Turienzo Alvarez    |